# Tjakudain 無奈
〈tjakudain 無奈〉是台灣排灣族歌手阿爆（阿仍仍）與饒舌歌手李英宏合唱的歌曲，內容取材自排灣族同名古謠〈tjakudain〉。此曲收錄在阿爆的第二張個人專輯《kinakaian 母親的舌頭》，於2020年1月8日作為第3首主打單曲發行。

## 創作
2018年，阿爆與電子音樂樂團孔雀眼、製作人Dizparity同赴加拿大參加音樂節，後者無人聲的演出方式令她很感興趣。通過訊息，Dizparity寄了一些beat供她聆賞和試錄，她便由此發展出這首歌曲的旋律線。在寫歌過程中，阿爆產生將歌曲融合族語和台語的點子，她在《Blow 吹音樂》採訪中表示：「排灣文化在傳統上重視門當戶對，因此有許多跨身份的愛情關係，最後因為長輩不同意只得黯然結束。」阿爆以當代視角回望這些遺憾的青春故事，便想透過〈tjakudain 無奈〉傳達不得已的心情。
阿爆此次邀來饒舌歌手李英宏合作，原因是兩人和音樂人Brandy都是好友，而且都在嘗試融合傳統語言與流行風格的音樂。李英宏不久後便同意邀約，不過因為工作繁忙直到錄音製作「最後一刻」才趕上配唱。在專輯編曲完成時，製作人黃少雍認為部分歌曲在原有電音的編曲架構下還少了真實樂器的聲響，於是找人來即興吉他，以加強整首歌的層次感。

## 詞曲
〈tjakudain 無奈〉由阿爆、Dizparity和李英宏作曲，阿爆及其母王秋蘭（愛靜）聯手李英宏作詞，並由荒井十一監製，黃少雍和阿爆擔任製作人。這是首以B小調創作的流行歌，速度達每分鐘93拍，時長3分45秒。歌名取自排灣族的同名歌謠〈tjakudain〉，為在部落流傳至少40多年的情歌，亦是排灣族表達無奈的感嘆詞，歌詞透過雙關將該詞與台語的「恁毋答應」（你不答應）做諧音，詮釋出身平地的漢族男孩與排灣女孩不能相戀的無奈之感。歌曲以對答的方式呈現漢人男子向排灣女子求愛的過程，並由此開展二族群衣服、鞋子、膚色等的外形差異。

## 發行與反響
〈tjakudain 無奈〉於2019年底隨著《kinakaian 母親的舌頭》實體版專輯發行，並於2020年1月8日作為第三首主打歌上架至數位平台，同日MV一併上架。然而在同月底，該MV連同早前釋出的主打歌〈Thank You〉〈1-10〉陸續因不明原因遭YouTube下架，時隔2周才重新上架。有推測認為這是因為數位版權尚未釐清的關係所致。
在第31屆金曲獎中，《kinakaian 母親的舌頭》獲包括年度歌曲、年度專輯、最佳原民歌手、最佳作詞人等8項入圍。評審團主席陳鎮川表示，過去如原民、客語歌詞都是看中文翻譯，但這次評審團花很多時間聽，瞭解這些語言的評審分析，阿爆專輯裡跟李英宏合作的〈tjakudain 無奈〉，找到台語跟排灣族語共同的韻腳，技術非常高，但這在以前可能會被忽略，因為過去大家邏輯都是國語，再聽一點台語。
《台灣光華雜誌》對歌曲給予好評，稱阿爆「跳脫了刻板的文化符號，透過〈無奈〉的歌詞訴說著排灣族與漢族的差異，這位古老傳說中太陽的後裔、排灣族的女兒，以美麗的聲線，證明音樂可以超出語言與族群的界線」。不過，也有聲音批評此曲提及的原住民見面禮（酒、檳榔、保力達），「在某種程度上也是再現和穩固了對原住民的刻板印象。」

## 資料來源
1. ↑  樂手巢編輯部. . 樂手巢. 2020-09-29  [2023-07-21]. （原始内容存档于2023-07-22）.
2. 1 2  曾榆皓. . VERSE. 2021-01-08  [2023-07-21]. （原始内容存档于2023-07-22）.
3. 1 2  馬世芳. . SoundOn. 2020-02-18  [2023-07-21]. （原始内容存档于2023-07-22）.
4. 1 2 3  阿哼. . Blow 吹音樂. 2020-01-08  [2023-07-22]. （原始内容存档于2023-07-22）.
5. ↑  . Tunebat.   [2023-07-21].
6. ↑  余, 錦福.  (PDF). 玉山神學院學報. 2012-06, (19): 51  [2023-07-21]. （原始内容存档 (PDF)于2023-07-23）.
7. ↑  . 銀河網路電台.   [2023-07-22]. （原始内容存档于2023-07-23）.
8. ↑  陳苓云. . 非常木蘭. 2020-05-06  [2023-07-22]. （原始内容存档于2023-07-23）.
9. ↑  古家萱. . 關鍵評論網. 2020-10-31  [2023-07-23]. （原始内容存档于2023-07-23）.
10. ↑  施靜沂. . 表演藝術評論台. 2022-03-01  [2023-07-23]. （原始内容存档于2023-07-23）.
11. 1 2  劉, 柔岑. . 文化研究季刊. 2021-06, (174)  [2023-07-23]. （原始内容存档于2023-07-23）.
12. ↑  . 中時新聞網. 2020-02-02  [2023-07-23]. （原始内容存档于2023-07-23）.
13. ↑  . 中時新聞網. 2020-04-18  [2023-07-23]. （原始内容存档于2023-07-23）.
14. ↑  吳尚軒. . 風傳媒. 2020-07-15  [2023-07-23]. （原始内容存档于2023-07-23）.
15. ↑  蘇晨瑜. . 台灣光華雜誌. 2020-04  [2023-07-21]. （原始内容存档于2021-05-10）.